# Matt Parkman
Matt Parkman est un personnage de fiction du feuilleton télévisé américain Heroes (NBC), interprété par Greg Grunberg.

## Son histoire

### Volume 1: Genesis
Officier de police à Los Angeles, il échoue plusieurs fois aux examens pour devenir détective du fait de sa dyslexie. Il découvre un jour qu'il lit dans les pensées des autres, ce qui l'amène à travailler avec le FBI dans un premier temps pour tenter d'arrêter Sylar. 
Comme d'autres personnages de Heroes, il est enlevé par la Compagnie qui l'étudie et lui implante un marqueur. À la suite d'une intervention policière infructueuse dans l'usine de M. Bennet et d'une rixe avec un collègue (avec qui sa femme l'a trompé), il est suspendu de la police.
Après une courte période en tant que garde du corps, il décide avec l'aide de Ted Sprague de se venger de M. Bennet et de son organisation. Ils prennent la famille Bennet en otage, mais finissent capturés par la Compagnie. Avec l'aide de Bennet et Sprague, il parvient cependant à s'échapper.
Il accompagne Bennet et Sprague à New York dans le but d'éliminer le système de traçage qui les empêche d'avoir une vie normale, mais finit par découvrir que ce système est en fait une fillette qu'il avait secourue en tant que policier, Molly.
Lors du dernier épisode de la saison 1, il tire cinq balles sur Sylar mais celui-ci les lui renvoie.

### Volume 2: Générations
Quatre mois après l'explosion, Matt est séparé de sa femme, n'ayant pas supporté qu'elle porte l'enfant d'un autre. Il a adopté Molly, qu'il élève avec Mohinder Suresh.
En tant que policier, il est amené à enquêter sur le meurtre du père de Hiro, Kaito Nakamura. Il découvre que son propre père Maury est impliqué dans ce meurtre, et est obligé de l'affronter. Il parvient à enfermer Maury dans le monde d'illusions que Maury avait créé pour enfermer Molly. Puis il traque Adam Monroe aux côtés de Nathan Petrelli. Après la neutralisation de Monroe, il aide Nathan à organiser une conférence de presse pour révéler au monde l'existence d'êtres à superpouvoirs, conférence au cours de laquelle Nathan se fait tirer dessus.

### Volume 3: Les Traîtres
Matt découvre l'implication de Peter dans l'attentat, sans réaliser qu'il s'agit d'un Peter du futur, qui l'envoie dans le désert africain. Là, il est sauvé par Usutu, un peintre précognitif comme Isaac Mendez, qui lui ouvre l'esprit au monde des rêves. Il y verra son futur avec Molly, Daphne Millbrook et leur enfant. De retour aux États-Unis, il rencontre Daphne à l'aéroport, et tente de lui expliquer ce qu'il a vu, mais elle prend peur et s'enfuit. Confiant dans ses visions, il décide de l'attendre à l'aéroport, puis dans l'appartement de Mohinder. Quand elle lui révèle la venue de Knox, il monte un plan et parvient, avec ses pouvoirs mentaux, à faire croire à sa mort. Daphne étant menacée par Arthur Petrelli, ils vont chercher de l'aide vers Angela, coincée dans ses pensées par Arthur. Il parvient néanmoins à l'en sortir.
Alors que Daphne prend peur face à ses trahisons multiples, elle part chez elle. Avec l'aide de Hiro et Ando, il parvient à la rejoindre chez elle. Mais l'éclipse commence, et il perd ses pouvoirs. Il devra alors user de paroles pour convaincre le père de Daphne de le laisser la voir, mais elle a également perdu ses pouvoirs, et la capacité de marcher. Dès que l'éclipse se termine, elle repart, mais grâce à ses pouvoirs, il la retrouve non loin de sa maison. Avec elle, il part retrouver Ando au Sam's comics pour connaître le futur dans les dessins d'Isaac Mendez. Ils partent alors à la recherche du dernier chapitre rédigé par le peintre. Quand ils le trouvent, il voit que Hiro est en danger, sans pouvoirs dans le passé. Ils se rendent au laboratoire de Mohinder, où Ando décide de s'injecter un échantillon du sérum. Matt est alors le premier à expérimenter le pouvoir booster du Japonais, quand il parvient à lire les pensées de centaines de personnes à la fois.
Il voit alors Daphne et Ando partir sauver Hiro, et à leur retour, serre Daphne dans ses bras.

### Volume 4: Les Fugitifs
Deux mois plus tard, Matt vit avec Daphne. Il découvre sa nouvelle capacité à dessiner le futur, qu'il ne contrôle pas. Il dessine alors sa capture par les forces armées sous les ordres de Nathan, et embarque avec de nombreux autres Heroes dans un avion, qui s'écrase à cause de Peter et Claire.
Il doit fuir avec Hiro, Ando et Mohinder. Mais son pouvoir de précognition se manifeste, et il part chercher de quoi dessiner, malgré lui. Il voit alors ce qui arrive peu après : Daphne est blessée par les hommes de Danko. Furieux, il les manipule pour qu'ils s'entretuent, et fuit avec Hiro, Ando, Mohinder et Peter.
Avec ces deux derniers, il enlève Noah Bennet. Dans une chambre d'hôtel, il lit ses pensées pour obtenir des informations sur les plans de Nathan. Quand les hommes de Danko les retrouvent, Peter le sauve. Ils se cachent dans le loft d'Isaac Mendez, où Matt fait un nouveau dessin d'apocalypse, où il ferait un attentat suicide à Washington. Alors que Peter et lui s'infiltraient dans le bâtiment 26 pour sauver les Heroes détenus, il doit se sacrifier pour permettre la fuite de Peter.
Danko tentera alors de l'utiliser pour sa cause, en l'abandonnant avec une bombe autour du torse devant la Maison blanche. L'attentat est évité par Nathan qui négocie avec lui, et Rebel qui retarde le déclenchement de la bombe par Danko.
Il est sauvé par Tracy Strauss, et utilise ses pouvoirs pour couvrir leur fuite avec l'aide de Rebelle. Il emmène Daphné avec lui à l'hôpital, et adoucit les derniers instants de la jeune femme en lui montrant une vision idylliique.
Il tente ensuite de tuer Danko mais n'y arrive pas. Il revoit Hiro Nakamura et rencontre son fils, Matthew. Après l'avoir ramené à son ex-femme, il part pour Washington afin d'arrêter Danko, mais trouve Angela Petrelli, qui le poussera à faire un lavage de cerveau de Sylar et le convaincre d'être Nathan Petrelli.

### Volume 5: Rédemption
Matt a depuis repris sa vie de policier à Los Angeles, avec Janice et leur fils. Depuis la « mort » de Sylar, il refuse d'utiliser à nouveau son pouvoir, même quand Angela le prévient que Sylar pourrait resurgir à tout moment. Peu après, d'étranges visions de Sylar viennent le hanter : une partie de l'esprit de Sylar s'est logé en lui pendant le transfert et tente de le forcer à réintégrer son corps. Petit à petit, l'esprit de Sylar prend le contrôle du corps de Matt, au point d'inverser les rôles : c'est Sylar qui devient dominant, et Matt qui se retrouve à l'état d'esprit.
Sylar tente de retrouver son corps en se rendant à New York. Toutefois, Matt fait tout son possible pour l'en empêcher, puisque Sylar n'a pas le contrôle du pouvoir de Matt. En résulte un furieux combat entre les esprits des deux hommes à l'issue duquel Matt s'incline : en effet, si Sylar ne contrôle pas totalement le corps de Matt, il est toutefois capable de s'en servir pour tuer. Le meurtrier prend donc le monde en otage, et Matt est forcé de capituler.
Matt tente un dernier coup pour vaincre Sylar : en faisant écrire à son corps sur un morceau de papier que "Matt Parkman" est dangereux et armé, il parvient à attirer la police sur son corps. Il fait alors semblant de sortir une arme et se fait tirer dessus. Il est alors mis dans un hôpital où sont Peter Petrelli et le corps de Sylar. Malgré tous les efforts de Matt, Sylar parvient à retrouver son corps, et Matt redevient l'unique propriétaire de son propre corps.
Matt retourne alors auprès de sa famille, fuyant le combat extérieur, jusqu'à ce que Sylar frappe à sa porte et lui demande de supprimer ses pouvoirs par blocage mental. Alors que Sylar menace de tuer sa famille, Matt choisit de l'enfermer dans un rêve de solitude totale et d'emmurer son corps dans sa cave, mais Peter vient pour emmener Sylar avec lui et se retrouve coincé dans l'esprit du tueur à son tour. Plus tard, alors qu'il vient de finir le mur pour l'enfermer, Eli s'introduit chez lui et menace de le tuer. Il est sauvé par Peter et Sylar, tout juste sortis de leur prison mentale. Matt les laisse partir, après avoir vu le changement d'état d'esprit de Sylar, mais il n'est guère convaincu.

### Futur alternatif
Dans l'épisode 1x20 "Five Years Gones" de la saison 1, Matt Parkman travaille au service de Nathan Petrelli (Sylar) actuellement président des États-Unis. Dans ce futur, il apparait comme étant plus sombre et impitoyable puisqu'il n'hésite pas à torturer le Hiro du présent, ou encore même à abattre Noé Bennet, Hana Gitelman et le Hiro du futur.
Dans l'épisode 3x04 "I am become death" de la saison 3, il vit dans un appartement avec Daphné Millbrook, Molly Walker et leur propre fille.

## Pouvoir
Matt est un télépathe. Dans la première saison, il est limité à la lecture des pensées conscientes, et il est possible de s'en protéger en pensant dans une langue qu'il ne connaît pas. Dans la saison 2, il découvre que son père a le même don, mais l'a développé pour se rendre capable de piéger les gens dans des mondes d'illusions. Matt parvient à employer son pouvoir pour contrer les attaques de son père. Selon la Compagnie, il a le même potentiel.
Après son combat contre son père, Matt commence à se servir de son pouvoir pour imposer sa volonté aux autres, effectuer des lavages de cerveaux, créer des illusions ou même piéger les gens dans leur propre esprit. Dans le final de la saison 3, Matt révèle une autre faculté  : il introduit la personnalité de Nathan dans le corps de Sylar. Toutefois, lorsqu'il utilise son pouvoir, il devient hypersensible  : Bennet parvient à le neutraliser en allumant toutes les alarmes d'un bâtiment, le bruit et la lumière déconcentrant Matt.